# San Antonio Palopó
San Antonio Palopó – niewielka miejscowość na południowym zachodzie Gwatemali, w departamencie Sololá. Według danych szacunkowych z 2012 roku liczba mieszkańców wynosiła 4035 osób. 
San Antonio Palopó leży około 18 km na południowy wschód od stolicy departamentu – miasta Sololá. Miejscowość leży na wysokości 1772 metrów nad poziomem morza, w górach Sierra Madre de Chiapas, na brzegu jeziora kraterowego Atitlán. 

## Gmina San Antonio Palopó
Miejscowość jest także siedzibą władz gminy o tej samej nazwie, która jest jedną z dziewiętnastu gmin w departamencie. W 2012 roku gmina liczyła 5 675 mieszkańców. Gmina jak na warunki Gwatemali jest bardzo mała, a jej powierzchnia obejmuje 34 km². 
Mieszkańcy gminy utrzymują się głównie z uprawy roli i z turystyki. W rolnictwie dominuje uprawa kukurydzy, pszenicy, ziemniaków, pomidorów, kapusty, dyni i innych warzyw oraz awokado.